# 蜷川秋秀
蜷川 秋秀（にながわ あきひで）は、戦国時代から安土桃山時代の武将。毛利氏の家臣で、毛利元就の五男である毛利元秋付きの家臣。

## 生涯
毛利輝元が幼年の頃からの毛利氏家臣である蜷川親貞（養拙斎）の長男として生まれる。毛利元就の五男である毛利元秋付きの家臣となり、元秋が城将を務める出雲国月山富田城で、元秋が死去するまで家臣として尽くした。諱の「秋」の字は元秋からの偏諱とされる。
天正13年（1585年）5月5日に元秋が死去すると、元秋には庶子である千満丸がいることを輝元に言上し、赤川就武と共に千満丸に仕えたが、千満丸は間もなく疱瘡によって3歳で死去した。千満丸の死去により元秋の同母弟である末次元康が元秋の跡を継いで月山富田城に入ったが、秋秀は元康には仕えず、輝元に仕えた。
天正14年（1586年）の九州征伐で豊臣秀吉が赤間関を渡る際に、輝元の命によって蔵田就貞と共に赤間関を警固した。秀吉の大軍は問題なく赤間関を渡り、警固の褒美として秀吉から波平の刀を与えられた。なお、蔵田就貞には高田の脇差が与えられている。
その後の没年は不明だが、91歳で死去した。弟の元親が秋秀の養子となって跡を継いだ。